# スリー・クール・キャッツ
「スリー・クール・キャッツ」（Three Cool Cats）は、ザ・コースターズの楽曲である。作詞作曲はジェリー・リーバーとマイク・ストーラー。1958年12月11日にアトランティック・スタジオでレコーディングが行なわれ、1959年1月にシングル盤『チャーリー・ブラウン』のB面曲として発売された。その後、ビートルズやライ・クーダーらによってカバーされた。

## クレジット（ザ・コースターズ版）
※出典
- カール・ガードナー（英語版）、ビリー・ガイ（英語版）、コーネル・ガンター（英語版）、ウィル・ダブ・ジョーンズ（英語版） - ボーカル
- マイク・ストーラー - ピアノ、編曲
- ウェンデル・マーシャル（英語版） - ベース
- ゲイリー・チェスター（英語版） - ドラム
- ジョージ・バーンズ（英語版） - ギター、バンジョー、6弦ベース
- アレン・ハンロン - アコースティック・ギター
- ソニー・クラーク - エレクトリック・ギター
- キング・カーティス - テナー・サクソフォーン

## ビートルズによるカバー
1962年1月1日、ビートルズはデッカ・レコードのオーディションを受けた。この日にビートルズはブライアン・エプスタインによって選曲された15曲を演奏しており、「スリー・クール・キャッツ」はそのうちの1曲だった。リード・ボーカルはジョージ・ハリスン。総合音楽家の和久井光司は、本作を含むハリスンの当時の演奏についてコースターズの〈スリー・クール・キャッツ〉と〈サーチン〉、スタンダード・ナンバーの〈アラビアの酋長〉など4曲でリード・ヴォーカルをとったジョージは絶好調で、ギタリストとしても的確なプレイをしたと評している。オーディションは、デッカ・レコードのA&Rの責任者であるディック・ロウによって不合格とされた。ピーター・ドゲットとパトリック・ハンフリーズは、「ビートルズのデッカ・オーディションの海賊盤を聴けば、A&Rマンのディック・ロウがビートルズではなく、ブライアン・プール&ザ・トレメローズを選んだことに理解できる。この演奏にはびっくりさせるような深みや発展を示唆するものがほとんど見受けられない」と評している。
1963年1月16日、マンチェスターにあるプレイハウス・シアターで、BBCラジオの番組『Here We Go』用のセッションが行なわれ、本作と「チェインズ」、「プリーズ・プリーズ・ミー」、「アスク・ミー・ホワイ」の4曲が演奏・録音された。この日の演奏は同月25日に放送されたが、本作のみ放送時にカットされた。1969年1月に行なわれたゲット・バック・セッションでは、他の楽曲とのメドレーとして演奏された。
1962年1月1日のデッカ・レコードのオーディション時の演奏は、1991年に発売された海賊盤『The Original Decca Tapes & Cavern Club Rehearsals 1962』に収録された。同作に収録された音源は、テープの回転速度が半分ほど落とされているが、同じく海賊盤の『March 5, 1963 plus the Decca Tape』には回転速度を修正し、音質も向上させた音源が収録された。その後、1995年にアップル・レコードから発売された『ザ・ビートルズ・アンソロジー1』に収録された。

### クレジット
※出典
- ジョン・レノン - リズムギター、バッキング・ボーカル
- ポール・マッカートニー - ベース、バッキング・ボーカル
- ジョージ・ハリスン - リードギター、リード・ボーカル
- ピート・ベスト - ドラム

## その他のアーティストによるカバー
- リチャード・アンソニー（英語版） - 1959年に発売されたアルバム『Nouvelle Vague』に収録。フランス語でのカバー[16]。
- ライ・クーダー - 2005年に発売されたアルバム『Chávez Ravine』に収録。タイトルは「3 Cool Cats」という表記になっている[17]。